# NGC 534

NGC 534

إن جي سي 534 (بالألمانية: NGC 534) التي يرمز لها بالرمز NGC 534، هي مجرة، في كوكبة معمل النحات.

## الاكتشاف
اكتشفت في 23 أكتوبر 1835، بواسطة جون هيرشل.